# José Espeita García-Arista
José Espeita García-Arista (Barcelona, 11 de desembre de 1912 - Barcelona, 15 d'agost de 2002) va ser un músic, pianista, director d'orquestra, professor de piano, cant i harmonia, i compositor català.
Fill del director orquestral José Espeita Fontán (1876-1955), va viure des de la seva infantesa en un ambient filharmònic, convertint-se en la quarta generació de músics de la família Espeita, documentada des de principis del segle xix. Va estudiar al Conservatori Superior de Música del Liceu de Barcelona, on va tenir com a mestres als prestigiosos Higini Anglés, Josep Barberà, Antoni Massana o Joaquín Zamacois, entre d'altres.
El 1931 se li concedeix la Medalla de Plata a les Oposicions de Fugida del Conservatori Superior de Música del Liceu de Barcelona. El 1935 comença a crear les que seran les seves primeres composicions musicals. Després que el 1936 esclatés la Guerra Civil Espanyola, el 1937 s'incorpora a les files de l'Exèrcit de la República, dins de la 102a Brigada Mixta (Exèrcit Popular de la República) al comandament de José Hernández de la Mano. Dins d'aquesta brigada constitueix i dirigeix una banda musical. El 1938 la Brigada Mixta 102 és derrotada per l'exèrcit franquista al Puerto de Sahún. José Espeita, és fet presoner de les tropes nacionals. Més endavant s'incorpora a les oficines. El 1942 es casa amb Vicenta Ramisa Torrens i realitza el viatge de lluna de mel per Saragossa i Madrid.
A la dècada dels 50 s'intensifiquen les seves activitats musicals i realitza noves cançons, amb lletres de diversos autors. El 1952 compon l'himne "Glòria eterna a Eva Duarte de Perón" amb lletra d'Eugenio Rodríguez Arias. Es dedica íntegrament a la música i aconsegueix gran popularitat a Ràdio Barcelona, com a pianista i mestre acompanyant d'artistes en els programes emesos en directe amb espectadors assistents, com La comarca ens visita, Club Infantil, Bojos per la música, Simpatia, Radioscope o Radioteatro, entre d'altres. El 1955 va estrenar la seva primera comèdia musical Cançons per a tu i el 1959 El valent Roberto amb gran èxit de públic i premsa. La seva passió pel teatre musical el va marcar professionalment des de llavors, component nombroses produccions líriques i el seu testament artístic, lacras, drama musical que va compondre sobrepassats els vuitanta anys. Va tenir col·laboradors distingits que van escriure els llibrets de la seva obres líric-teatrals, entre els quals, Joan Bosch, Vicente Calp, Sergio Duval, Armando Matías Guiu, Joe Nightingale o Mel Smith-Window. Des de finals dels 60 va tenir una intensa activitat en la creació de bandes sonores de cinema, treballant especialment per als Estudis Balcázar de Barcelona, amb directors com Carlos Aured, Alfonso Balcázar, Jesús Balcázar, Sebastià d'Arbó, Ramón Ibáñez Ribot, Miquel Iglesias i Bonns, Joan Xiol i Marchal, George Martin. Tabé va col·laborar com a crític musical en diverses publicacions, com la revista Plaça de Catalunya (1962).

## Composicions musicals i bandes sonores de José Espeita
- Gloria eterna a Eva Duarte de Perón (1952)
- Cançons per a tu, llibret de Vicente Calp. Comèdia musical estrenada a Ràdio Barcelona amb motiu de la XIV aniversari de Radioteatro (1955)
- El valent Roberto, opereta amb llibret de Vicente Calp, estrenada al teatre Barcelona (1959)
- Españolear, amb lletra de Jaume Jesús Balcázar (1971)
- Escalofrio diabólico de George Martin, amb banda sonora de José Espeita, al Festival Internacional de Cinema Fantàstic de Catalunya (1971)
- El misterio de la vida, amb lletra de Jaume Jesús Balcázar (1972)
- Visca la Festa Major!, llibret d'Armando Matías Guiu (1972)
- Peloteo, letras de canvmbio!, amb text de Joe Nightingal, s'estrena al Cafè Teatre Cal·líope (1972)
- Las juergas del señorito, amb lletra d'Alfonso Balcázar (1972)
- Misión secreta en el Caribe amb lletra d'Enrique L. Eguilez (1972)
- Gisela, señora para todo, llibret de Sergio Duval. S'estrena al Teatre Principal de Terrassa (1973)
- cafè-teatre Como ser Vedette en diez días, llibret de Pedro Román i Amparo Moreno a Playman de Martorell (1973)
- Demasiados muertos para Tex, amb lletra de George Martín (1973)
- cafè teatre Noche de bodas para tres, llibret d'Armando Matías Guiu, al Casino de Vilafranca de Penedès (1974)
- Sonata en do menor o Sonata Romántica para piano (1974)
- Sonata gallega per a piano, sobre motius galaics (1975)
- ¿Venganza? ¿Justicia? lletra de Ramon lbáñez Ribot, estrenada el 8 d'octubre al Festival de Cinema de Terror (1976)
- Sonata griega per a piano, sobre motius tradicionals hel·lens (1977)
- Sonata Israelita per a piano 1978
- Inés de Vilallonga, amb lletra de Jaume Jesús Balcázar (1979)
- Viaje al más allá per a una pel·lícula de Sebastià d'Arbó (1980)
- Violación inconfesable, lletra de Miguel Iglesias Bonns (1981)
- Los amores impuros de Sybille, lletra de Hans Rudolf Walthard i Gerad Loubeau (1981)
- Sonata 1983 per a piano (1983)
- La fuga de Ceilán de Jacques Orth (1984)
- Cuarteto para cuerda (1985)
- Alexandra, opereta romántica amb llibret de Joan Bosch 1986
- La silla del tiempo, comedia musical de ciencia ficción amb llibret d'Armando Matías Guiu (1987)
- Lacras, drama musical (1997)
- Rapsodia asturiana (1998)
- El jinete enamorado, breu drama musical amb llibret escrit en col·laboració amb la seva dona (1999)